# 宋永华
宋永华（1964年1月—），男，四川巴中人，中国电气工程学家，教育家，英国皇家工程院院士。现任澳门大学校长。

## 生平
1984年在成都科技大学（现已并入四川大学）获学士学位。1989年在中国电力科学研究院获博士学位。1989年至1991年在清华大学从事博士后研究。
1991年3月至1996年12月先后任职于英国布里斯托尔大学、巴斯大学、利物浦约翰摩尔斯大学。1997年1月任英国布鲁内尔大学英国皇家工程院—英国核电公司—德国西门子电力系统讲座教授，时年33岁，成为英国历史上最年轻的工程学教授。2004年7月当选为英国皇家工程院院士并任布鲁内尔大学分管研究生工作的副校长，成为英国皇家工程院历史上第一位华人院士，也是第一位在英国大学直接从事管理的华人副校长。2007年1月任英国利物浦大学副校长和电气工程教授，兼西交利物浦大学执行校长。
2009年2月作为海外高层次人才引进计划（“千人计划”）首批引进人才回国，任清华大学电机系教授，4月任校长助理、低碳能源实验室副主任。2009年9月至2012年11月任中共中央组织部人才工作局副局长兼海外高层次人才引进工作（千人计划）专项办公室主任。
2012年12月起任浙江大学党委常委、常务副校长。
2017年11月，澳门大学校董会向澳门特别行政区行政长官崔世安推荐宋永华教授为澳门大学下任校长唯一候选人。行政长官接受校董会的建议，委任宋永华教授为澳门大学第九任校长。2018年1月9日，就任澳门大学校长。